# Ascogaster gracilicornis
Ascogaster gracilicornis är en stekelart som beskrevs av Charles Thomas Brues 1933. Ascogaster gracilicornis ingår i släktet Ascogaster och familjen bracksteklar. Inga underarter finns listade.